# Universität Salerno
Die 1968 gegründete Universität Salerno (italienisch: Università degli Studi di Salerno, UNISA, lateinisch: Hippocratica Civitas Studium Salerni) ist eine der jüngeren Universitäten Italiens. Mit ihrer Fakultät für Medizin und Chirurgie kann sie ihre Tradition indes auf die Schule von Salerno (Schola Medica Salernitana) zurückbeziehen, eine bedeutende mittelalterliche medizinische Lehr- und Forschungsanstalt. Die Universität Salerno hat 10 Fakultäten und rund 35.000 eingeschriebene Studierenden.

## Geschichte
Die Ursprünge der Universität Salerno reichen zurück bis in das 9. Jahrhundert und erlauben der Hochschule, sich mit Paris und Bologna zu den ältesten Universitäten Europas zu zählen. Die im 9. Jahrhundert gegründete Schule von Salerno (Schola Medica Salernitana) gilt als eine der ersten medizinischen Lehr- und Forschungsstätten Europas. Ihre Blüte hatte sie vom 10. bis 13. Jahrhundert, als sie der Stadt Salerno mit ihrer medizinischen Vorbildlichkeit den Beinamen „Stadt des Hippokrates“ (lateinisch Civitas Hippocratica) erwarb. Hier verband sich eigenständige anatomische Forschung mit dem überlieferten medizinischen Wissen der griechischen, der arabischen, der westlich-lateinischen und der jüdischen Welt.
Die medizinische Hochschule hielt sich bis in das 19. Jahrhundert, als sie 1811 durch den Bonapartistischen König von Neapel Joachim Murat geschlossen wurde. 1944 erfolgte die Wiedereröffnung als „Giovanni Cuomo“-Hochschule für Erziehungswissenschaft (Istituto Universitario di Magistero „Giovanni Cuomo“) durch Viktor Emanuel III. Mit der Verstaatlichung im Jahre 1968 folgte der Ausbau der Fakultäten und die Umbenennung in „Università degli Studi di Salerno“. 2005 wurde die Fakultät für Medizin und Chirurgie wiedergegründet, die an die Tradition der Schule von Salerno anknüpft. Im Siegel der Universität wird zur Erinnerung daran der mittelalterliche Beiname Salernos „Civitas Hippocratica“ (Stadt des Hippokrates) geführt.
1988 bezog die schnell wachsende Universität den neuen Campus in der kleinen Ortschaft Fisciano, wenige Kilometer von Salerno im Irno-Tal. Die hochmoderne Campus-Universität bietet Mitarbeitenden und Studierenden dort einen umfangreichen Service. Die 2005 eröffnete Fakultät für Medizin und Chirurgie hat ihren Sitz in Baronissi.

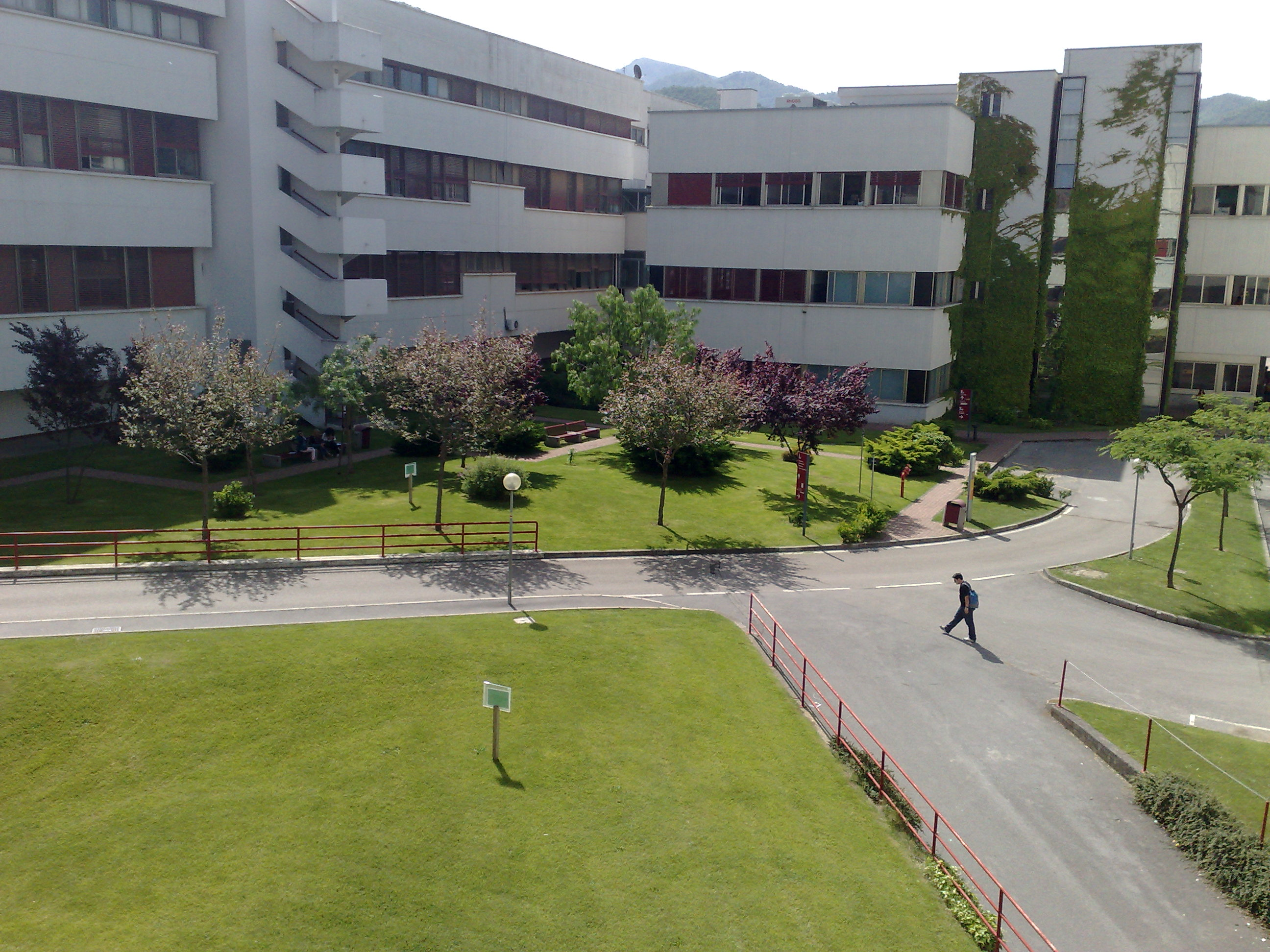
Ingenieurwissenschaften, Campus Fisciano

## Fakultäten
Die Universität Salerno gliedert sich in folgende Fachbereiche:
- Chimica e biologia – Chemie und Biologie
- Farmacia – Pharmazie
- Fisica – Physik
- Informatica – Informatik
- Ingegneria civile – Ingenieurbau
- Ingegneria industriale – Wirtschaftsingenieurwesen
- Ingegneria dell'informazione ed elettrica e matematica applicata – Informationstechnik, Elektrotechnik und angewandte Mathematik
- Matematica – Mathematik
- Medicina, chirurgia e odontoiatria – Medizin, Chirurgie und Zahnmedizin
- Scienze aziendali – Unternehmenswissenschaften
- Scienze economiche e statistiche – Wirtschaftswissenschaften und Statistik
- Scienze giuridiche – Rechtswissenschaften
- Scienze del patrimonio culturale – Kulturgüter
- Scienze politiche e della comunicazione – Politikwissenschaften und Kommunikationswissenschaften
- Scienze umane, filosofiche e della formazione – Humanwissenschaften, Philosophie, Erziehungswissenschaften
- Studi politici e sociali – Politikwissenschaften und Sozialwissenschaften
- Studi umanistici – Geisteswissenschaften

## Rektoren
- Gabriele De Rosa (1969–1974)
- Nicola Cilento (1974–1977)
- Aristide Savignano (1977–1978)
- Luigi Amirante (1978–1980)
- Vincenzo Buonocore (1980–1987)
- Roberto Racinaro (1987–1995)
- Giorgio Donsì (1995–2001)
- Raimondo Pasquino (2001–2013)
- Aurelio Tommasetti (2013–2019)
- Vincenzo Loia (seit 2019)

## Sonstiges
Am 15. Januar 2020 unterzeichnen die Universität Salerno und das Forschungszentrum GSI (Gesellschaft für Schwerionenforschung) in Darmstadt (Deutschland) ein „Memorandum of Understanding (MoU)“ als Grundsatzerklärung in den Bereichen Nuklearwissenschaft und -technologie sowie Teilchenbeschleuniger im Akademischen Senatssaal des Campus Fisciano.